# Opglabbeek
Opglabbeek (lim. Glabbek) – dzielnica (deelgemeente) gminy Oudsbergen w Belgii, w Regionie Flamandzkim, w prowincji Limburgia, w okręgu Maaseik. 1 stycznia 2020 roku liczyła 10 464 mieszkańców. Do 31 grudnia 2018 samodzielna gmina. Powierzchnia gminy wynosi 25,06 km², gęstość zaludnienia 418 mieszkańców / km2.